# 一致性 (数据库)
一致性是数据库系统的一项要求：任何数据库事务修改数据必须满足定义好的规则，包括数据完整性（约束）、级联回滚、触发器等。
一致性是数据库事务的ACID四大原则之一。  